# 尽善尽美
是一部1997年的电影，其讲述了一名患有洁癖强迫症，脾气坏并憎恶同性恋的作家（杰克·尼科尔森饰）之故事。

## 情節
梅爾文·烏戴爾（傑克·尼科爾森）是一名作家，成功的小說作者。他還患有潔癖強迫症，這使得他成為一個孤僻的人。唯一一個似乎能忍受他，而不評論他的人是一名餐廳女服務員，卡羅爾·康納莉（海倫·亨特）。他的鄰居，賽門·畢夏普（格雷戈·金尼爾）住院後，梅爾文被迫照顧鄰居的狗。義務照顧除本身以外的某個生命，導致梅爾文逐步建立與其他人類的關係，和改變他的生活方式。

## 主要演員
- 杰克·尼科尔森 : Melvin Udall
- 海伦·亨特 : Carol Connelly
- 格力·堅尼亞（Greg Kinnear） : Simon Bishop - Melvin's neighbor
- 小古巴·古丁 : Frank Sachs - an art dealer, and Simon's friend
- Shirley Knight（英语：Shirley Knight） : Beverly Connelly - Carol's mother
- Skeet Ulrich : Vincent Lopiano
- Yeardley Smith : Jackie Simpson
- Lupe Ontiveros（英语：Lupe Ontiveros） : Nora Manning
- Jill : Verdell
- Danielle Spencer（英语：Danielle Spencer (US actress)）: Veterinarian

## 獎項
| 頒獎典禮 | 獎項               | 名字                            | 結果 |
| -------- | ------------------ | ------------------------------- | ---- |
| 奥斯卡   | 最佳男主角         | 杰克·尼科尔森                   | 獲獎 |
| 奥斯卡   | 最佳女主角         | 海伦·亨特                       | 獲獎 |
| 奥斯卡   | 奧斯卡最佳電影     |                                 | 提名 |
| 奥斯卡   | 奥斯卡最佳男配角奖 | Greg Kinnear                    | 提名 |
| 奥斯卡   | 最佳剪辑           | Richard Marks                   | 提名 |
| 奥斯卡   | 最佳原创音乐       | Hans Zimmer                     | 提名 |
| 奥斯卡   | 最佳原创剧本       | Mark Andrus & 詹姆斯·L·布鲁克斯 | 提名 |
| 金球奖   | 最佳喜剧或音乐片   |                                 | 獲獎 |
| 金球奖   | 最佳男主角         | 杰克·尼科尔森                   | 獲獎 |
| 金球奖   | 最佳女主角         | 海伦·亨特                       | 獲獎 |
| 金球奖   | 最佳导演           | 詹姆斯·L·布鲁克斯               | 提名 |
| 金球奖   | 最佳原创剧本       | Mark Andrus & 詹姆斯·L·布鲁克斯 | 提名 |
| 金球奖   | 最佳男配角         | Greg Kinnear                    | 提名 |